# Chariots of the Dogs
Chariots of the Dogs est le quatrième des cinq épisodes de la compilation de jeux vidéo Sam and Max : Saison 2 développée par Telltale Games vendu d'abord par téléchargement à partir du 13 mars 2008 sur le portail américain GameTap puis dès le lendemain, le 14 mars 2008 sur le site du développeur Telltale Games.

## Synopsis
Bosco a disparu de la surface de la Terre ! Serait-ce un enlèvement effectué par E-U-X (T-H-E-M) ? Sam et Max, avec l'aide de Flint Paper, vont tenter de le retrouver. Cela va les amener à voyager dans le temps et l'espace et à jouer dangereusement avec les paradoxes que cela peut entraîner…

## Personnages secondaires rencontrés
- Flint Paper aide Sam et Max à retrouver Bosco. Son enquête va commencer par l'Escromarché…
- Bosco est enlevé par un vaisseau alien. Sam et Max vont devoir trouver un moyen de le sauver en voyageant dans le temps et l'espace, ce qui dans un premier temps, va entraîner un risque qu'il ne naisse même pas…
- Maman Bosco, la mère de Bosco, tient le magasin de Bosco durant les années 1960. Femme indépendante, elle n'est pas intéressée par les hommes (excepté Max…) et souhaite faire un bébé in vitro, qui deviendra Bosco…
- L'agent Siphon garde de nouveau des portes, celle du placard du bureau de Sam et Max ainsi que la porte de la guerre de la Maison Blanche… Le problème, c'est qu'il y a plus de quarante ans entre ces deux événements et que l'agent n'a pas vieilli… Connait-il également le voyage dans le temps ? Et pour qui travaille-t-il ?
- Petit Sam & Petit Max sont les versions enfants de nos héros, tels qui étaient au début des années 1980 ! Fans de jeux d'arcades, ils semblent, dans un premier temps, peu intéressés par leur bal de fin d'année…
- Futur Sam & Futur Max sont les versions âgées de nos héros, tels qui seraient en 2108 ! Si Max semble tenir la forme, Sam semble avoir plus de mal…
- Grand-Père Stinky est le Stinky qui tenait le restaurant dans les années 1980. Sam et Max vont l'alerter sur le fait que sa supposé petite-fille l'aurait assassiné dans le futur… Mais Grand-Père Stinky, qui semble déjà ne plus être très jeune, leur indique ne pas avoir d'enfant… 28 ans avant l'apparition de sa supposée petite-fille ???
- Monsieur Featherly va nous aider à répondre à la question existentielle : qui, de la poule ou de l'œuf, vient en premier ? Il apprend aussi à Sam et Max qu'un film de Nature, chasse et métrosexuels est tourné dans lequel Sam et Max n'ont pas été conviés…
- Pedro, le(s) Mariachi(s) est le ravisseur de Bosco et dirige le vaisseau alien (qui a la forme d'un sombrero). Il existe en fait en trois versions, d'âges différents (le plus âgé a voyagé dans le passé pour récupérer des versions plus jeunes de lui). Son travail consiste à fêter les anniversaires des gens (on le voit d'ailleurs apparaître dans ses trois versions dans les trois précédents épisodes) et à collecter des âmes (dont celle de Jurgen, le vampire de l'épisode précédent ou du Cafard dans le premier épisode).
- Jurgen, ou plutôt son âme, apparait furtivement dans cet épisode…
- Les statuts Moaï de l'Orage, du Vent et de la Terre" ont été enlevés par Pedro. Elles sont utilisées par ce dernier dans son processus pour envoyer l'âme à travers un triangle des Bermudes…

## Parodies
- Le titre du jeu est basé sur celui du livre Présence des extraterrestres (Chariots of the Gods en anglais, Erinnerungen an die Zukunft en VO) d'Erich von Däniken, un ufologue suisse. L'intrigue du jeu est basée sur le voyage dans l'Espace et le Temps, et le fait que les statuts moaï soient des artefacts utilisés par les extra-terrestres reprend également des théories de ce livre ;
- Pour effacer la mémoire de Sam et Max, l'agent Superball utilise ses lunettes de soleil de la même manière que le flashouilleur de Men In Black ;
- Il y a plusieurs références à la série britannique Doctor Who : la chaise qu'utilise Sam dans le futur ressemble à celle du méchant Davros et à un moment le dialogue fait référence à une cabine téléphonique voyageant dans le temps, comme le TARDIS du docteur qui est une cabine de police britannique ;
- Le Max du futur porte un viseur comme Geordi La Forge dans Star Trek : La Nouvelle Génération (Star Trek: The Next Generation) ;
- Dans le bureau de Sam et Max du futur, si on clique sur le porte-manteaux, Sam dit : « Là où nous allons, nous n'avons pas besoin de manteaux » (en VO : « Where we're going, we don't need… coats. ») qui est une référence en anglais à « Route ? Là où nous allons, nous n'avons pas besoin de routes » (en VO : « Roads? Where we're going we don't need… roads. ») de Retour vers le Futur,
- Il s'agit d'un épisode clé qui fait le lien entre tous les épisodes précédents et donne la trame générale de la saison 2, bien que la fin laisse un gros suspens, les personnages disparaissant dans un endroit inconnu au joueur. Ni le titre du cinquième épisode, ni son intrigue n'étaient connus au moment de la sortie du quatrième épisode.

## Accueil
- Adventure Gamers : 5/5[1]